# Jerzy Wilim (żużlowiec)
Jerzy Wilim (ur. 23 stycznia 1950 w Zebrzydowicach) – polski żużlowiec.
W 1971 r. osiągnął największy sukces w karierze, zdobywając w Toruniu tytuł Młodzieżowego Indywidualnego Mistrza Polski. Dwukrotnie (1975, 1978) uczestniczył w finałach Mistrzostw Polski Par Klubowych, w 1975 r. w Lesznie zdobywając brązowy medal. W 1972 r. zajął V m. w końcowej klasyfikacji turnieju o "Srebrny Kask".
W rozgrywkach o Drużynowe Mistrzostwo Polski startował w latach 1970–1982, reprezentując kluby ROW-u Rybnik (1970–1978) oraz Unii Tarnów (1979–1982). Był czterokrotnym medalistą DMP: dwukrotnie złotym (1970, 1972) oraz dwukrotnie brązowym (1971, 1974).